# Nikolaos Chatzigiakoumis
Nikolaos Chatzigiakoumis (* 1930 auf Rhodos; † 2. Januar 2023 in Australien) war ein griechischer Ruderer.

## Biografie
Nikolaos Chatzigiakoumis trat nach dem Zweiten Weltkrieg der griechischen Marine bei, wo er das Rudern erlernte. 1950 gewann er seinen ersten von 19 griechischen Meistertiteln. 1954 beendete er seinen Militärdienst und wanderte nach Australien aus, wo er in einer Fabrik arbeitete und kaum Zeit für den Rudersport hatte. Nachdem Melbourne den Zuschlag zur Ausrichtung der Olympischen Spiele 1956 erhalten hatte, begann Chatzigiakoumis intensiv zu trainieren und gab dafür sogar seinen Job auf. Als die griechische Delegation nach Melbourne kam, war Chatzigiakoumis so abgemagert von übermäßiger Bewegung und Mangel an richtiger Ernährung, dass sie sich um ihn sorgten. Bei den Spielen ging er in der Einer-Regatta an den Start, wo er im Hoffnungslauf ausschied.